# Muss i denn, muss i denn zum Städtele hinaus

Scherenschnitt auf alter Postkarte, vor 1914

Muss i denn, muss i denn zum Städtele hinaus (auch Muß i denn zum Städtele ’naus) ist ein von Friedrich Silcher adaptiertes und 1827 erstmals publiziertes deutsches bzw. schwäbisches Volkslied. Durch zwei englischsprachige Adaptionen unter dem Titel Wooden Heart von Elvis Presley im Jahre 1960 und Joe Dowell 1961 erfuhr es jeweils als Millionenseller eine weltweite Verbreitung und wurde so zu einer der international bekanntesten deutschen Volksweisen.

## Entstehungsgeschichte

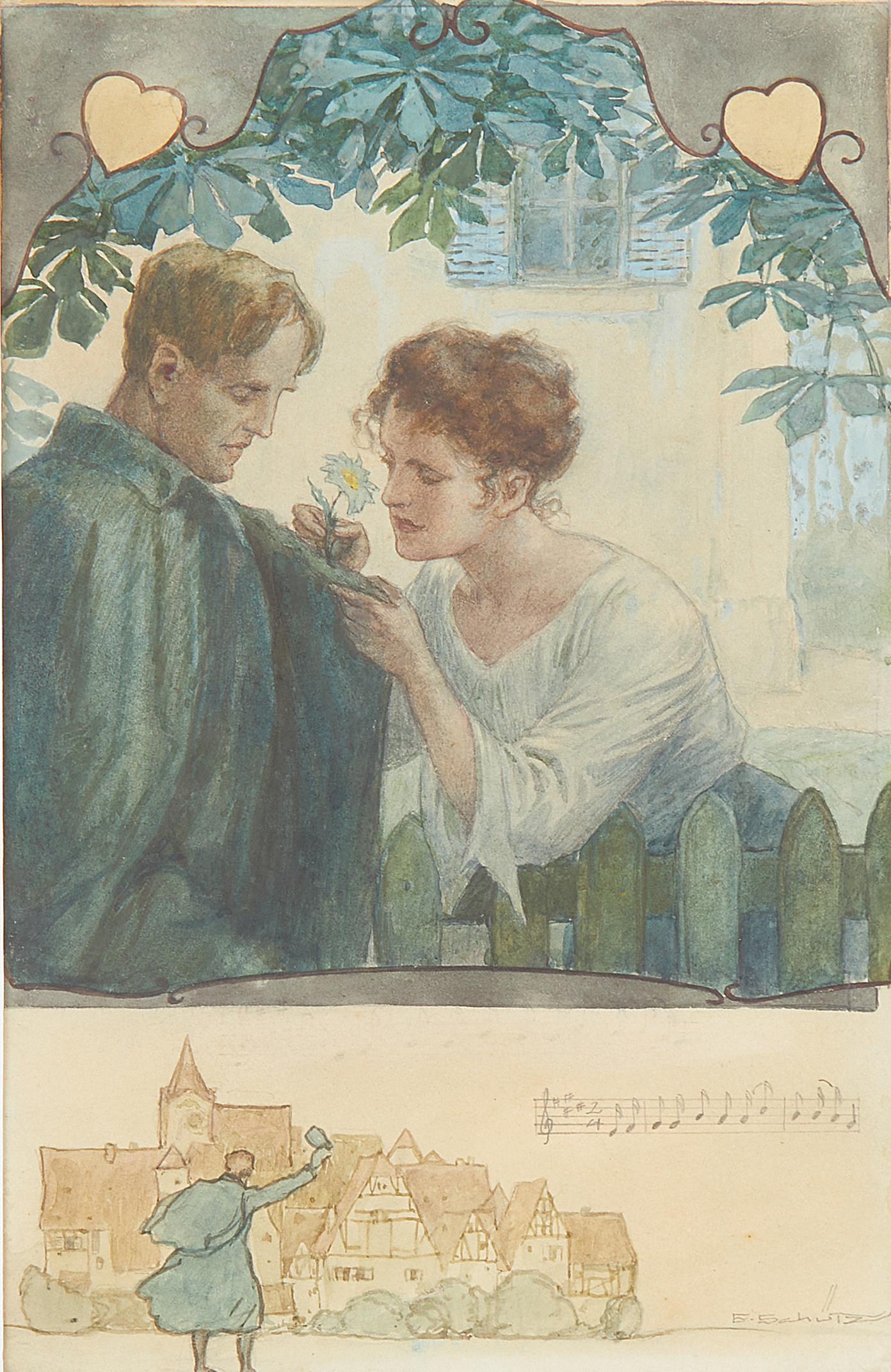
Erich Schütz: Abschied (mit Notenzeile Muss i denn), um 1920

Friedrich Silchers Vorlage zu Muss i denn, muss i denn zum Städtele hinaus ist nicht überliefert. Silcher hat zumindest die Melodie übernommen, denn er erwähnte sie Ludwig Uhland gegenüber als „altwürttembergische Melodie“, oft wird auf das Remstal als Herkunftsort verwiesen. Der zu dieser Melodie ursprünglich gesungene Text ist nicht überliefert. Silcher jedenfalls griff auf diese traditionelle Melodie zurück und integrierte zwei Strophen, die der befreundete Stuttgarter Gelegenheitsdichter Heinrich Wagner (1783–1863) 1824 neu verfasst hatte, als zweite und dritte Strophe.
In Friedrich Silchers zweitem Heft der „Volkslieder, gesammelt und für vier Männerstimmen gesetzt“ (opus 8 Nr. 12) erschien das Lied in dieser Form erstmals im Jahr 1827 auf Seite 16. Wagner veröffentlichte den in schwäbischer Mundart gehaltenen Liedtext mit der anonymen Eingangsstrophe 1833 im vierten Band seiner Sammlung „Stech-Palmen. Satyrisches und Lyrisches aus Süd-Deutschland“ auf Seite 154.
Inhalt des von Silcher mit „Abschied“, von Wagner hingegen „Der wandernde Liebhaber“ betitelten Liedes sind die Abschiedsworte eines jungen Mannes, der seine Geliebte verlassen muss. Er verspricht ihr Treue und sie zu heiraten, wenn er „übers Jahr“ zurückkehre. Schon vor Mitte des 19. Jahrhunderts wurde das Lied in eine Reihe von Gebrauchsliederbüchern aufgenommen. Im Jahre 1892 bezeichnete August Holder Muss i denn … als „das beste, wirksamste und beliebteste Volkslied des schwäbischen Stammes. Auf Flügeln des Gesanges hat es sich längst über den ganzen Erdball verbreitet“. Wie frühzeitig die internationale Rezeption einsetzte, zeigt etwa die englische Übersetzung Must I, then? Must I, then? From the town must I, then? von Henry William Dulcken aus dem Jahr 1856.

## Adaptionen
Als Soldaten- und Abschiedslied, später auch als Wanderlied, fand das Volkslied weite Verbreitung und wurde bereits im 19. Jahrhundert über Deutschland hinaus rezipiert. 
Historisch bedeutsam sind die verschiedenen Aufnahmen der Comedian Harmonists, denn sie gelten als erste Plattenaufnahmen der Volksweise. Am 9. Januar 1933 entstand deren erste Fassung des Liedes, die noch im selben Monat bei Electrola (EG #2724) erschien. Am 26. November 1936 nahmen sie (bereits als „Meistersextett“) unter dem Titel Potpourri Teil 1 eine weitere Fassung als letztes von vier Volksliedern auf (Electrola EG #3954). Am 12. Mai 1938 wurde der Titel schließlich erneut alleine eingespielt und als EG #6684 veröffentlicht. 

Elvis Presley - Wooden Heart (deutsche Pressung)

Elvis Presley wurde während seiner Armeezeit in Deutschland auf „Muss i denn …“ aufmerksam. Der nach seiner Militärzeit gedrehte Film Café Europa ist eine Reminiszenz an diese Zeit, erste musikalische Hommage war das Lied Frankfurt Special, aufgenommen am 27. April 1960. Am darauf folgenden Tag sang er unter seinem Hausproduzenten Steve Sholes dann Wooden Heart mit englischem Text und einigen deutschsprachigen Passagen, begleitet von Tuba und Orgel. Als Komponisten für diese Neubearbeitung sind Fred Wise und Ben Weisman, als Autoren des englischsprachigen Textes Kay Twomey und Bert Kaempfert registriert, weil die Ursprungskomposition urheberrechtlich bereits als Traditional oder Public Domain keinem Urheberrechtsschutz mehr unterlag. 

Elvis Presley - Wooden Heart (britische Pressung)

Teldec übernahm das Lied für den europäischen Markt in Lizenz als Vertriebspartner von RCA Records und brachte es als Single Muss i denn … / Tonight’s All Right For Love auf den Markt. In Deutschland wurde der Titel über 400.000 Mal verkauft, in England gingen mehr als 500.000 Exemplare über die Ladentheke. In den USA wartete man mit der Veröffentlichung bis November 1964 als B-Seite zu der Single Blue Christmas, die nur Rang 102 belegte. Eine 1961 erschienene Coverversion von Joe Dowell wurde über eine Million Mal verkauft. Der US-amerikanische Liedtexter Kal Mann (1917–2001) verfasste einen Subtext mit dem Titel Twist mit mir. Er wurde 1962 von Chubby Checker aufgenommen und auf der LP Twistin’ Round the World (Parkway P-7008) veröffentlicht. Insgesamt existieren von Muss i denn... oder Wooden Heart mindestens 42 Coverversionen. 
1962 sang Vico Torriani das Lied im Schlagerfilm Muß i denn zum Städtele hinaus. Viele deutsche Schlagersänger nahmen Muss i denn auf, darunter Heino (1971), Karel Gott (1976) und Vicky Leandros (1977). Andererseits wurde das Lied in Deutschland unter anderem auch vom Folk-Duo Zupfgeigenhansel ins Programm aufgenommen und erschien 1983 auf der LP Kein schöner Land. Von Hannes Wader existiert eine Version auf dem Album Hannes Wader singt Volkslieder von 1990.
Das populäre Lied wird heute vornehmlich beim Abschied von der Heimat und der Braut, aber auch zu allen anderen Arten von Abschieden beim Reisen und Wandern gesungen. Außerdem wird es bei der Deutschen Marine gespielt, wenn ein Schiff der Marine zu einem längeren Auslandseinsatz verabschiedet wird. Es wurde auch im Zweiten Weltkrieg zum gleichen Zweck gespielt. Das kommt in Wolfgang Petersens Kriegsdrama Das Boot von 1981 zum Ausdruck. Dort spielt eine Militärkapelle die Melodie des Liedes, als das U-Boot aus dem Hafen von La Rochelle ausläuft.

## Text
Muss i denn, muss i denn

zum Städtele hinaus, Städtele hinaus,

Und du, mein Schatz, bleibst hier?

Wenn i komm’, wenn i komm’,

wenn i wiedrum komm’, wiedrum komm'

Kehr’ i ein, mein Schatz, bei dir.

Kann i glei net allweil bei dir sein,

Han i doch mei Freud’ an dir!

Wenn i komm’, wenn i komm’,

wenn i wiedrum komm’, wiedrum komm'

Kehr’ i ein, mein Schatz, bei dir.

Wie du weinst, wie du weinst,

Dass i wandere muss, wandere muss,

Wie wenn d’ Lieb’ jetzt wär’ vorbei!

Sind au drauß, sind au drauß

Der Mädele viel, Mädele viel,

Lieber Schatz, i bleib dir treu.

Denk du net, wenn i ’ne Andre seh’,

No sei mein’ Lieb’ vorbei;

Sind au drauß, sind au drauß

Der Mädele viel, Mädele viel,

Lieber Schatz, i bleib dir treu.

Über’s Jahr, über’s Jahr,

Wenn me Träubele schneid’t, Träubele schneid’t,

Stell’ i hier mi wiedrum ein;

Bin i dann, bin i dann

Dein Schätzele noch, Schätzele noch,

So soll die Hochzeit sein.

Über’s Jahr, do ist mein’ Zeit vorbei,

Da g’hör’ i mein und dein;

Bin i dann, bin i dann

Dein Schätzele noch, Schätzele noch,

So soll die Hochzeit sein.

## Studentenverbindungen
Nachdem der offizielle Teil einer Studentischen Kneipe („Offizium“) zu Ende ist, wird beim Auszug der Chargierten meist von der Corona die erste Strophe des Liedes spontan (also ohne Kommando) gesungen.